# Andinoacara rivulatus
Espèce
Synonymes
- Aequidens rivulatus

Andinoacara rivulatus est une espèce de poissons perciformes appartenant à la famille des Cichlidae.

## Caractéristiques

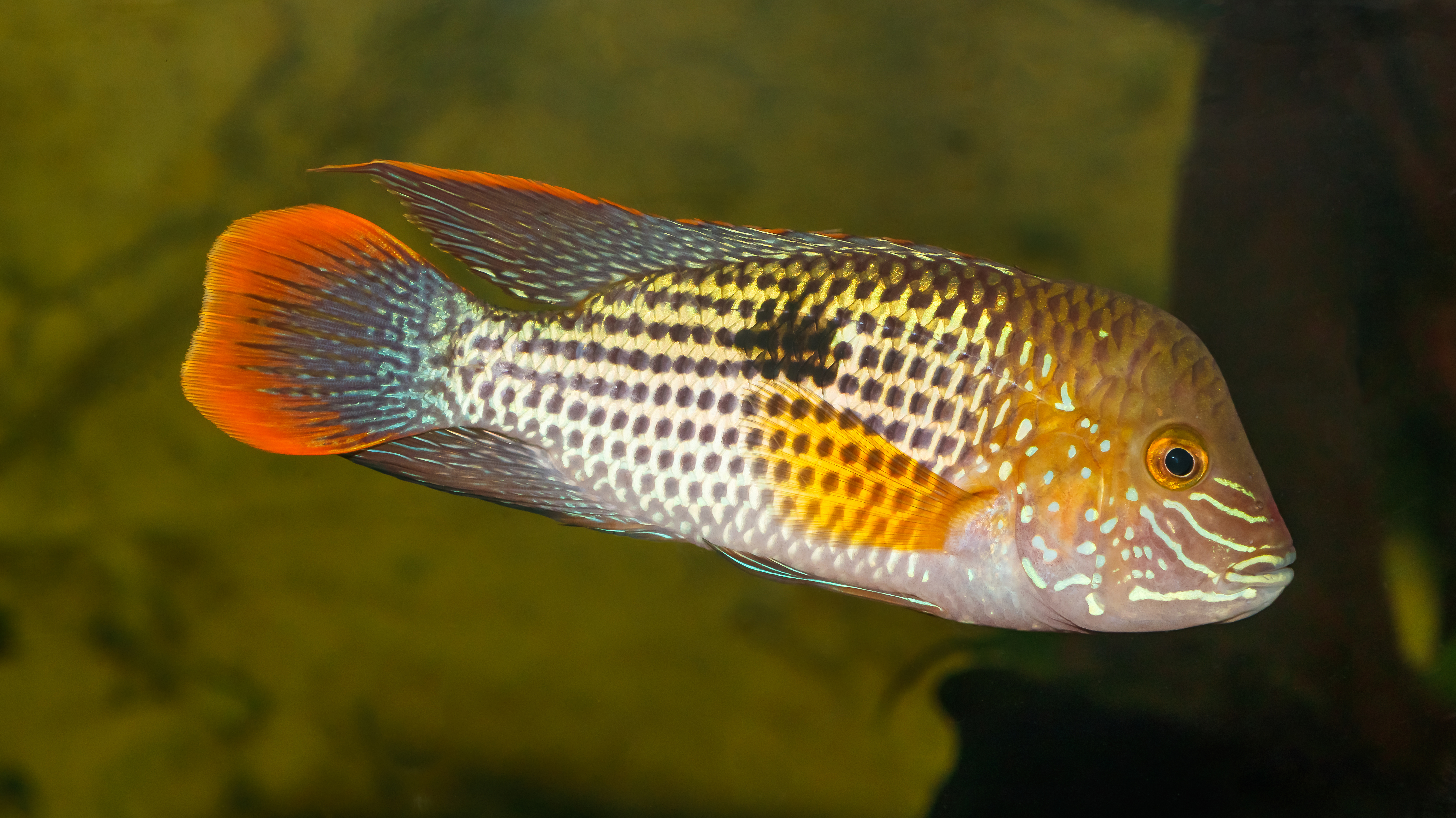
Un Andinoacara rivulatus au zoo de Karlsruhe.

## Reproduction

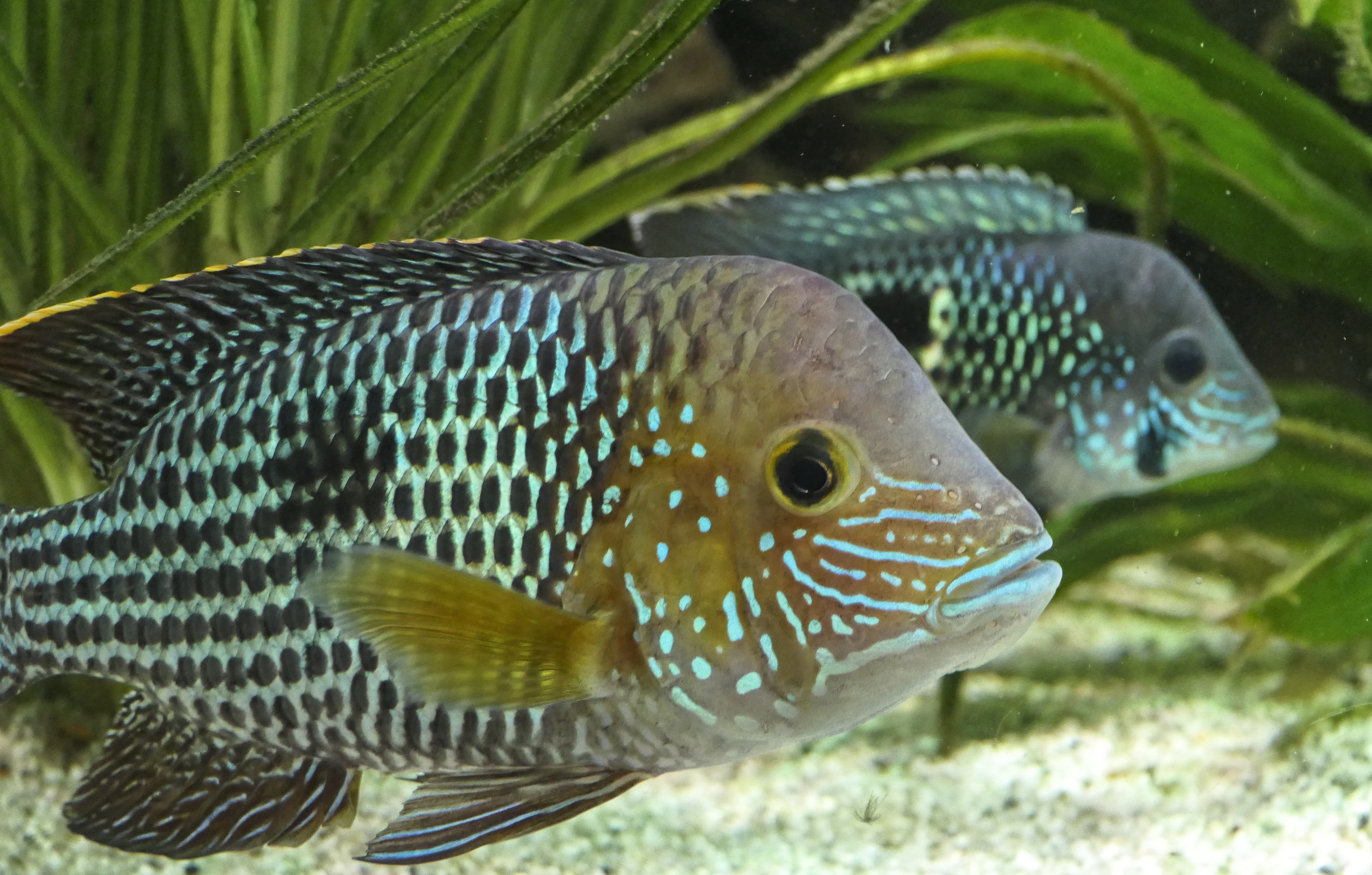
Couple dAndinoacara rivulatus (mâle au premier plan, femelle en arrière-plan).